# بيت الشوبة (ذي السفال)

تعديل مصدري - تعديل

بيت الشوبة محلة تابعة لقرية دومة، التابعة لعزلة الصفة بمديرية ذي السفال إحدى مديريات محافظة إب في الجمهورية اليمنية، بلغ تعداد سكانها 28 حسب تعداد اليمن لعام 2004.